# بتکده کیایکتیو
بتکده یا پاگودا کیایکتیو ((برمه‌ای: ကျိုက်ထီးရိုးဘုရား) که هم چنین با عنوان صخره طلایی هم شناخته می‌شود، یک مکان زیارتی معروف بودایی در ایالت مون در میانمار است. این بنا یک بتکده کوچک ۷٫۳ متری بر بالای یک صخره گرانیتی است که با روکش طلا توسط پرستندگان مرد بر روی آن چسبانده شده، ساخته شده‌است. صخره و بتکده در بالای کوه کیایکتیو قرار دارند.
طبق افسانه‌ها، خود صخره طلایی به‌طور متزلزلی بر روی تار موی بودا قرار گرفته‌است. به نظر می‌رسد این صخره سنگی گرانشرا به چالش می‌کشد، زیرا به نظر می‌رسد در آستانه غلتیدن از روی تپه است.
افسانه دیگری بیان می‌کند که یک راهب بودایی با زهد خود، پادشاه آسمانی را تحت تأثیر قرار داد و پادشاه آسمانی از قدرت ماوراء طبیعی خود برای حمل صخره به مکان فعلی استفاده کرد، به ویژه سنگی را انتخاب کرد که شباهت به سر راهب دارد. این سومین مکان مهم زیارتی بودایی در برمه پس از بتکده شوداگون و بتکده ماهامونی است.

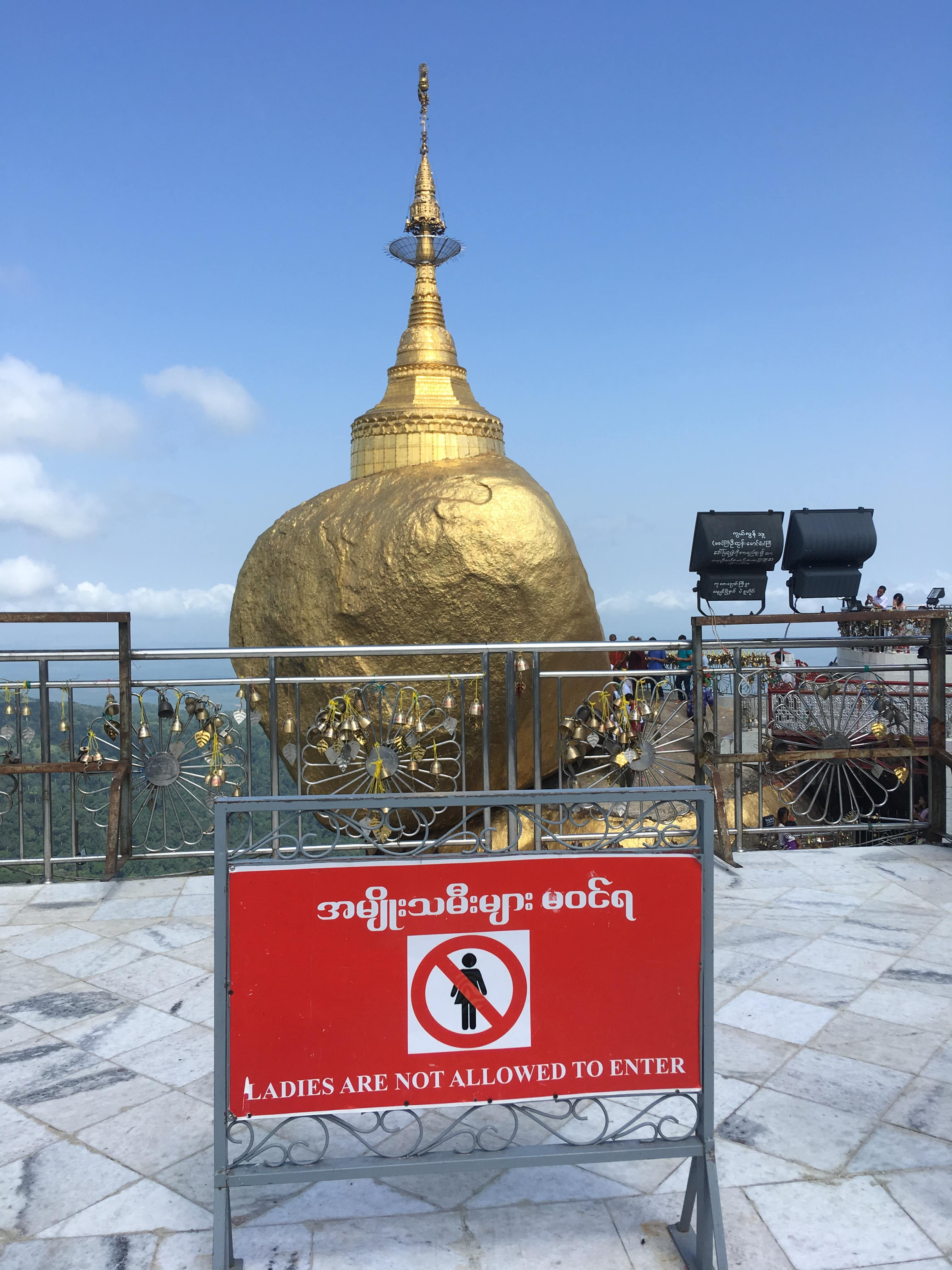
تابلوی ممنوعیت زنان در نزدیکی بتکده کیایکتیو

## آلبوم عکس

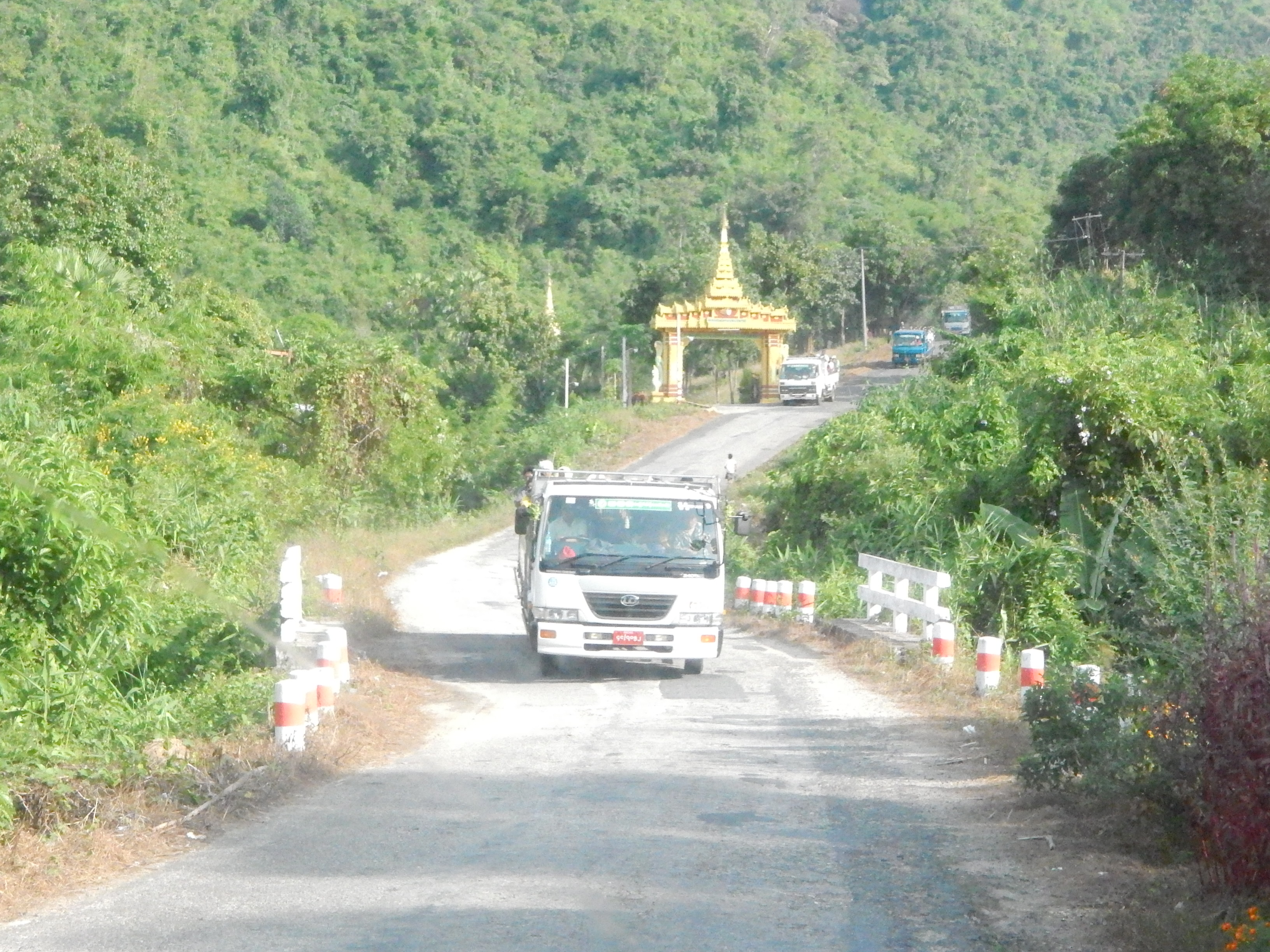
جاده به سمت تپه
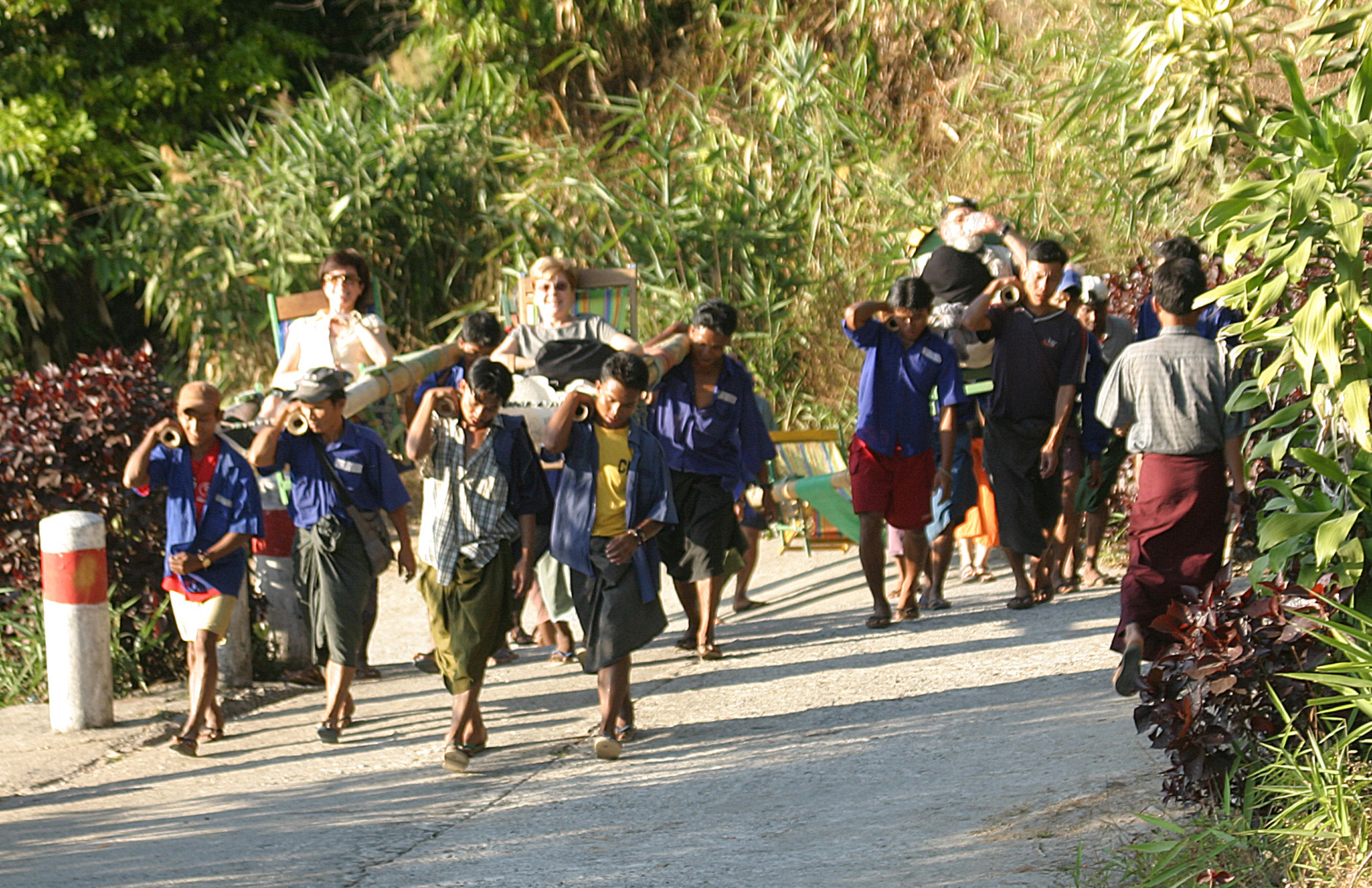
زائران
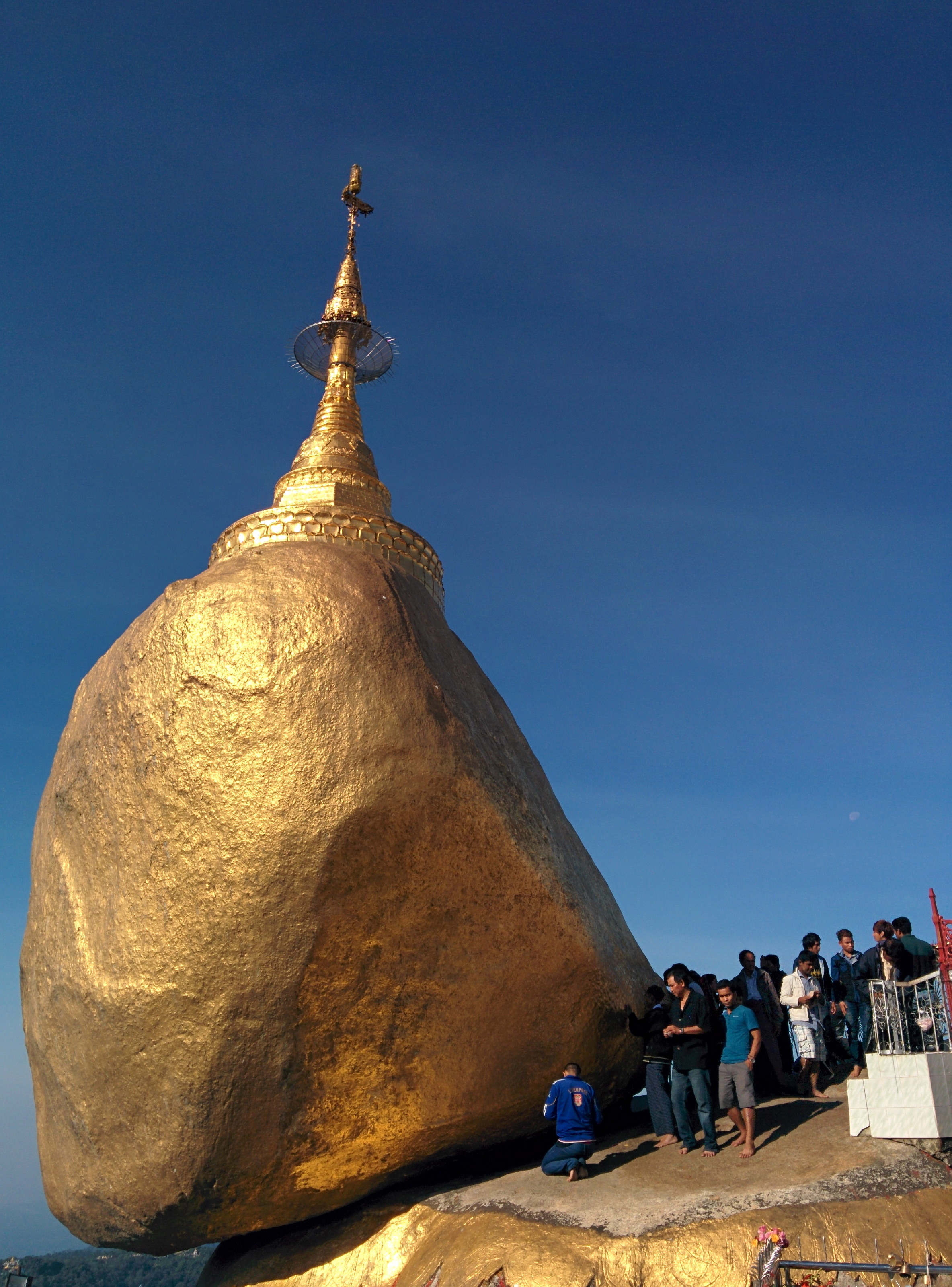
اوپاساکادر حال افزودن ورق طلا به سنگ
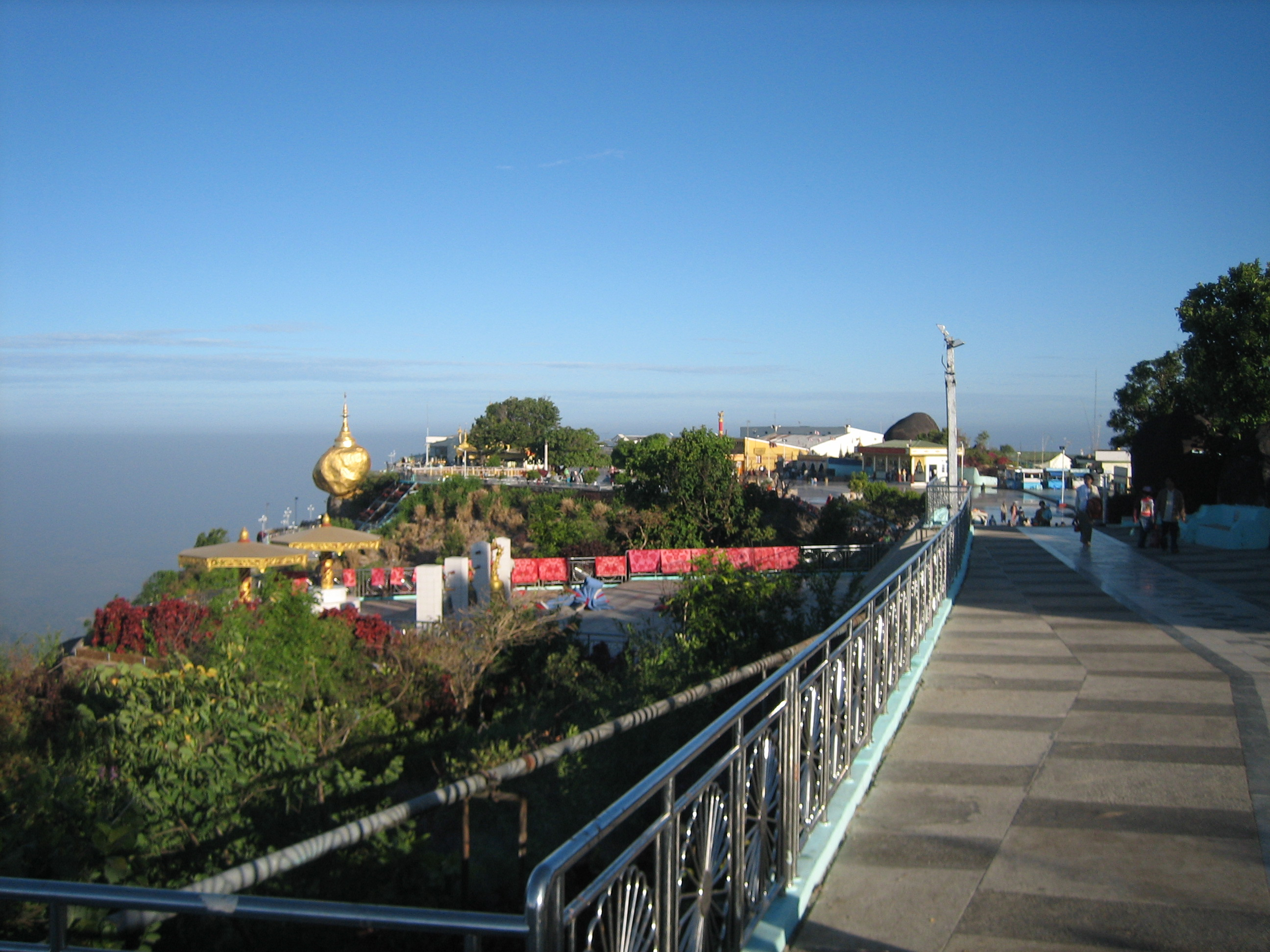
صخره طلایی و محوطه بتکده کیایکتیو در صبح
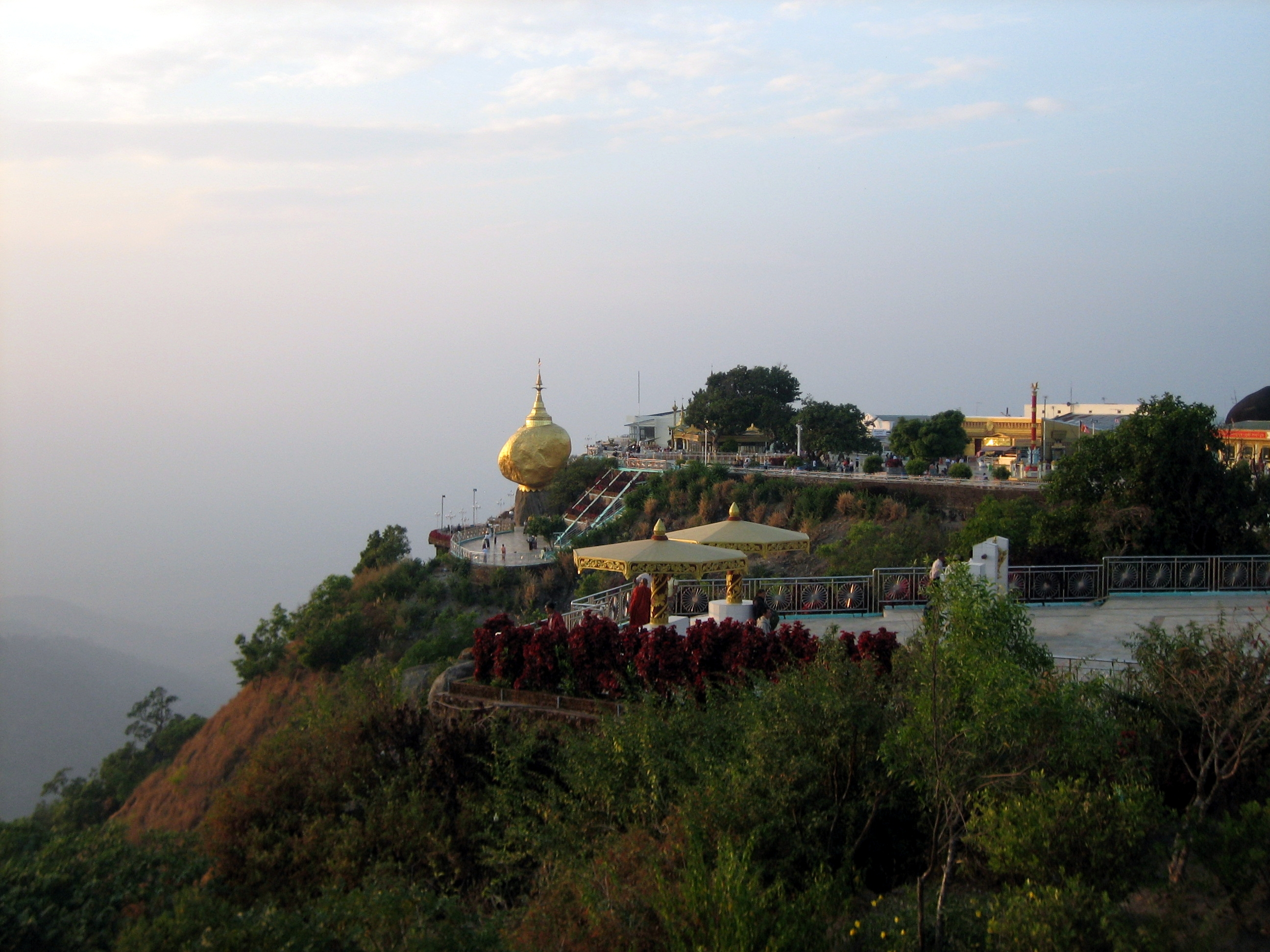
نمایش کیایکتیو در غروب آفتاب
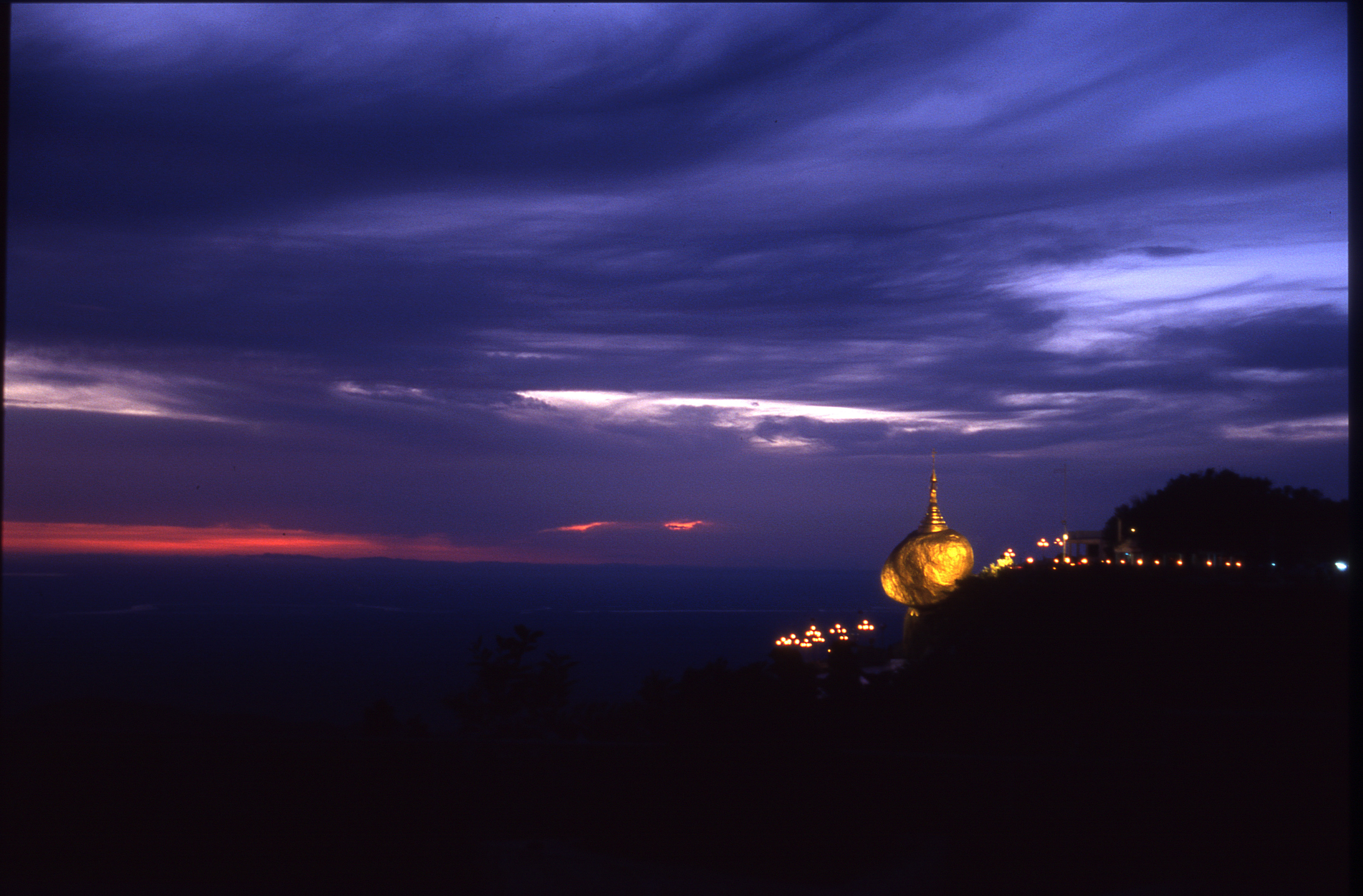
نمای شب از سنگ طلایی و بتکده
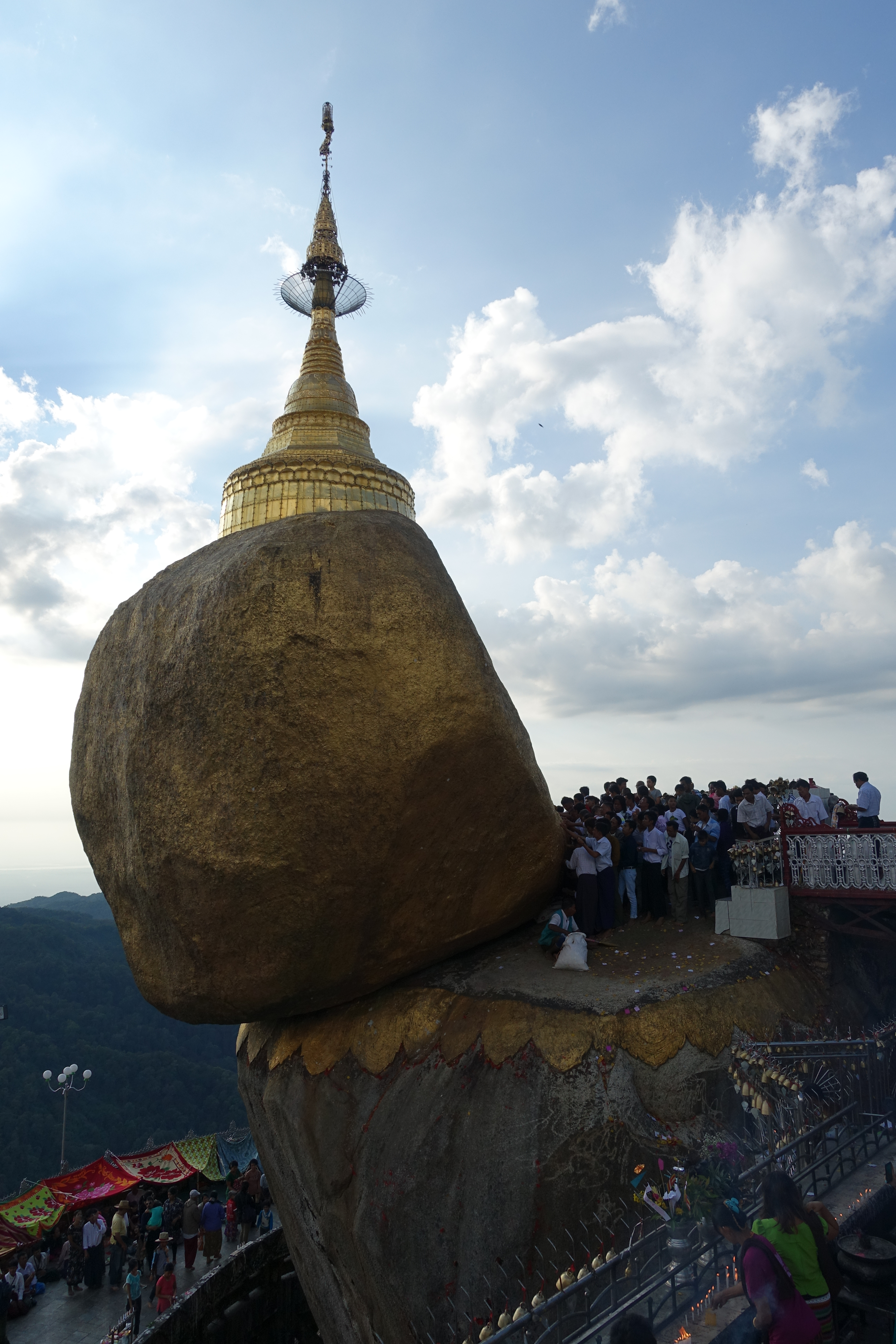
بوداییان مرد مجاز به چسباندن ورق طلا بر روی سنگ، به عنوان نشانه ای از فداکاری هستند
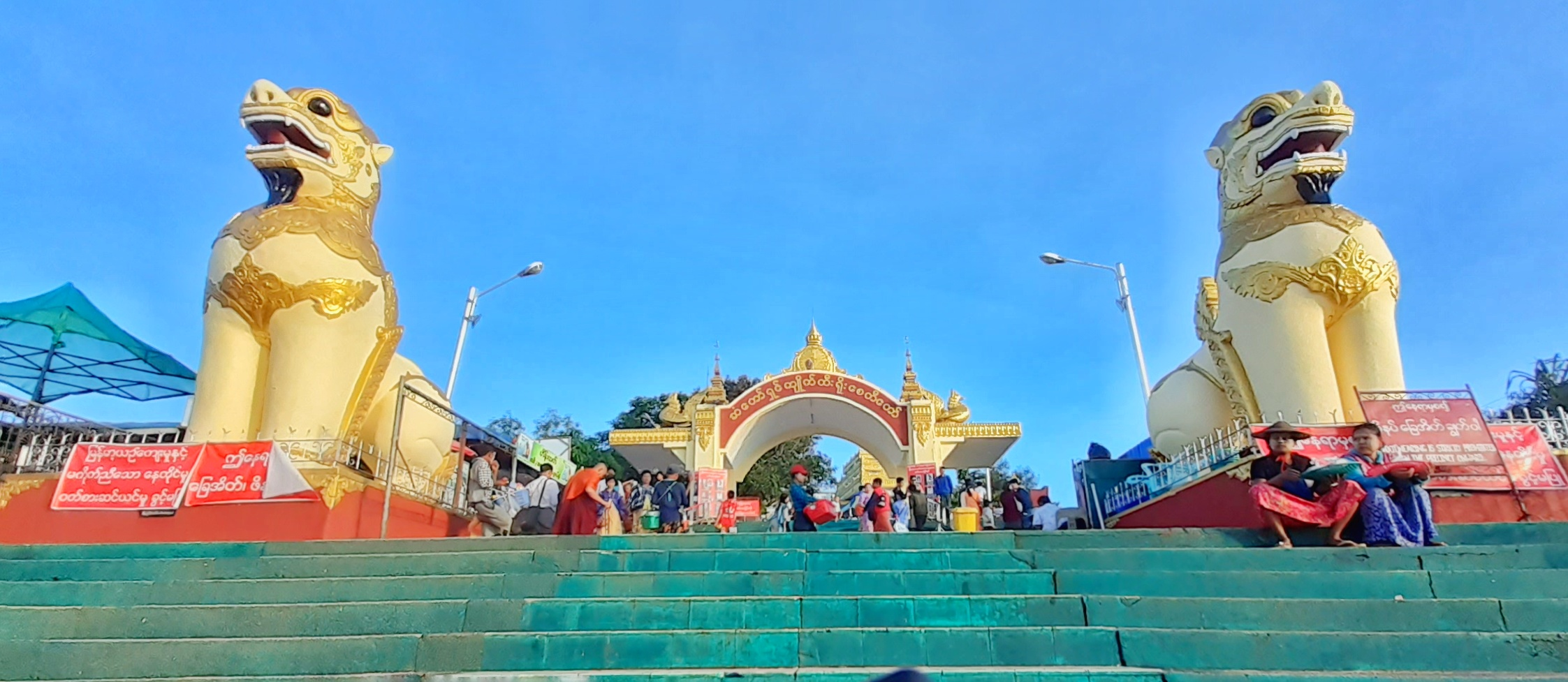
دروازه بتکده KyaiktiYoe